# Kizhavenmani
Kizhavenmani (andere Schreibweisen: Keezha Venmani, Kilvenmani und Keezhvenmani) ist ein Dorf im Distrikt Nagapattinam des Bundesstaates Tamil Nadu in Indien. Das Dorf liegt in etwa 15 km Entfernung von der Distrikthauptstadt Nagapattinam im fruchtbaren Delta des Flusses Cauvery, das für seine landwirtschaftlichen Erzeugnisse bekannt ist.

## Massaker von Kilvenmani
Das Dorf kam 1968 in die Schlagzeilen, als eine Gruppe von etwa 44 streikenden Dalits lebend verbrannt wurde, nachdem sie von lokalen Gutsbesitzern in einer Hütte eingeschlossen worden waren.  Der Vorfall wurde unter dem Namen Massaker von Kilvenmani bekannt. An ihn wird alljährlich am „Venmani Martyrs Day“ erinnert. Die marxistisch-kommunistische Partei Indiens hat deshalb ein großes Denkmal errichtet.
Das Massaker ist Gegenstand des 2014 erschienenen Romans „Reis & Asche“ der indischen Schriftstellerin Meena Kandasamy.